# 工藤栄一
工藤 栄一（くどう えいいち、1929年7月17日 - 2000年9月23日）は、日本の映画監督である。本名は同じ。北海道苫小牧市出身。
沼ノ端の商家に生まれ、8人兄弟の長男。弟にはニッセイバックステージ賞を受賞した舞台大道具背景制作者の工藤和夫、フィールドホッケーメキシコシティ五輪日本代表の工藤明朗、家業を継ぎ苫小牧で画家としても活動する工藤裕司がいる。

## 来歴
北海道庁立苫小牧中学校から慶應義塾大学予科を経て1952年、同大学法学部を卒業。同年4月、東映に入社。最初は本社の企画部を経て、1954年、京都撮影所に転属、同撮影所製作部助監督となる。
1959年9月、『富嶽秘帖』で監督に昇進。以後、時代劇黄金時代の東映で、数多くのチャンバラ活劇を手がけた。1960年代中期、チャンバラもののブームが過ぎた後は、集団抗争時代劇を手掛け、『十三人の刺客』（1963年）、『大殺陣』（1964年）を生み出す。特に『十三人の刺客』では、第11回京都市民映画祭で監督賞を受賞している。1960年代後半から東映の新たな主流路線となった任侠ものでも、『日本暗黒史・血の抗争』（1967年）、『日本暗黒史・情無用』（1968年）のやくざ映画を手がけた。
この時期と前後して、1970年代には舞台をテレビ映画に移す。おりしも60年代からの邦画の斜陽化で、多くの監督がテレビ映画に進出していた。特に『必殺シリーズ』では、2作目の『必殺仕置人』から演出に参加。一時期を除き、60本以上を演出。劇場映画『必殺! III 裏か表か』でもメガホンを取る。また『傷だらけの天使』でも最多の6本を手掛けた。
1980年代から再び映画に復帰、『その後の仁義なき戦い』（1979年）、『影の軍団 服部半蔵』（1980年）、『ヨコハマBJブルース』（1981年）、『野獣刑事（デカ）』（1982年）、『リング・リング・リング／涙のチャンピオンベルト』（1993年）などを監督した。2000年9月23日、脳幹出血のため死去。71歳没。

## エピソード
- いつもタオルを首に巻いて、長靴を履いて、ダミ声で怒鳴り、現場を歩き回って、何でも先頭に立ってやる監督で、上から目線でなく人望があり、皆に好かれていたという[1]。「撮影所では土方監督を略し、"ドカカン"と呼ばれていた」と唐沢民賢は証言している[1]。
- 三田村邦彦によれば、必殺の撮影時、工藤はアイデアに詰まるとトイレに行き、帰ってきた時にはアイデアが生まれていた。と話していた[2]。
- 長渕剛原案・主演の『ウォータームーン』では、長渕の演出への執拗な干渉、意見の対立などが相次ぎ、長渕が監督のカットを無視し演技をやり直すなど確執状態が続いた。撮影中に松田優作の訃報が届き、長渕の反対を押し切って葬儀に参列したことをきっかけに、長渕と完全決別し降板した。
- 1974年頃、酔った際にケンカとなり歯を何本か折っていた。『傷だらけの天使』の監督は、歯の治療費を稼ぐ良いタイミングであった[3]。

## 監督作品

### 映画
- 富嶽秘帖（1959年）
- 富嶽秘帖・完結篇（1959年）
- 次郎長血笑記・秋葉の対決（1960年）
- 次郎長血笑記・殴り込み道中（1960年）
- 蛇神魔殿（1960年）
- ひばり捕物帖・折鶴駕籠（1960年）

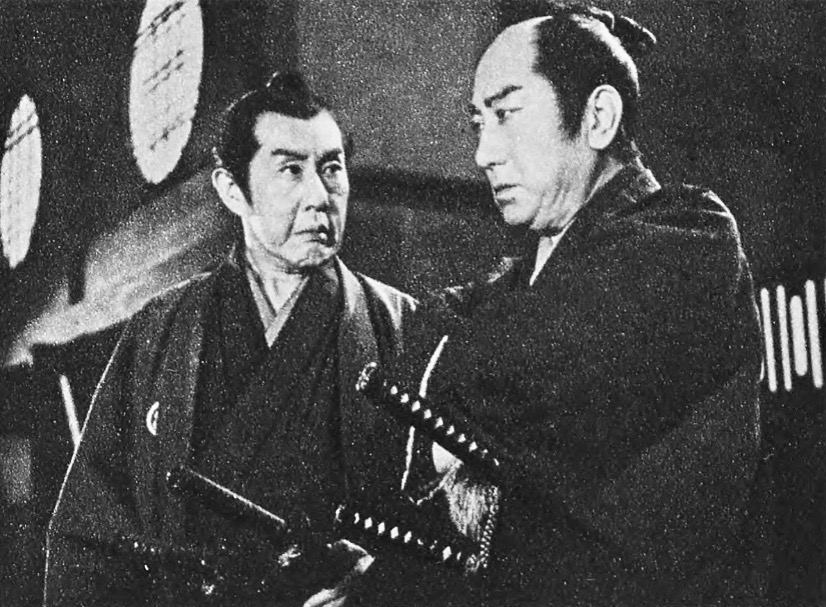
『十三人の刺客』（1963年）

- 次郎長血笑記・富士見峠の対決（1960年）
- 次郎長血笑記・殴り込み荒神山（1960年）
- 天竜母恋い笠（1960年）
- 花かご道中（1961年）
- 八荒流騎隊（1961年）
- 魚河岸の女石松（1961年）
- 右門捕物帖・まぼろし燈籠の女（1961年）
- 花のお江戸のやくざ姫（1961年）
- 権九郎旅日記（1961年）
- お姫様と髭大名（1962年）
- 胡蝶かげろう剣（1962年）
- 血文字屋敷（1962年）
- 変幻紫頭巾（1963年）
- 忍者秘帖・梟の城（1963年）
- 若様やくざ・江戸っ子天狗（1963年）
- 十三人の刺客（1963年）
- 大殺陣（1964年）
- 任侠木曽鴉（1965年）
- やくざGメン・明治暗黒街（1965年）
- 女犯破戒（1966年）
- 日本暗黒史・血の抗争（1967年）
- 十一人の侍（1967年）
- 日本暗黒史・情無用（1968年）
- 産業スパイ（1968年）
- 五人の賞金稼ぎ（1969年）
- やくざ対Gメン 囮（1973年）
- まむしの兄弟 二人合わせて30犯（1974年）
- その後の仁義なき戦い（1979年）
- 影の軍団 服部半蔵（1980年）
- ヨコハマBJブルース（1981年）
- 野獣刑事（デカ）（1982年）
- 逃がれの街（1983年）
- 必殺! III 裏か表か（1986年）
- 高瀬舟（1987年）
- ウォータームーン（1989年）
- 泣きぼくろ（1991年）
- 赤と黒の熱情（1992年）
- リング・リング・リング／涙のチャンピオンベルト（1993年）
- 安藤組外伝・群狼の系譜（1998年、遺作）

### テレビ作品
- 剣（NTV、C.A.L・1967年）
- 花と狼（CX、東映東京・1969年）
- 特命捜査室（CX、東映東京、1969年）
- ゴールドアイ（NTV、東映東京・1970年）
- 江戸川乱歩シリーズ 明智小五郎（12CH、東映東京・1970年）
- 傷だらけの天使（NTV、東宝テレビ部・1974年）
- 柳生十兵衛（CX、東映京都・1970年）
- 徳川おんな絵巻（KTV、東映京都・1970年）
- 大岡越前（TBS、C.A.L）
  - 第1部「天一坊事件 前後編」（1971年）
  - 第6部第2話「辻斬り三葉葵」（1982年）
- 江戸巷談 花の日本橋（KTV、東映京都・1971年）
- 忍法かげろう斬り（KTV、東映京都・1972年）
- 隼人が来る（CX、東映京都・1972年）
- 必殺シリーズ（ABC、松竹京都）
  - 必殺仕置人
  - 助け人走る
  - 暗闇仕留人
  - 必殺必中仕事屋稼業
  - 必殺仕業人
  - 必殺からくり人
  - 新必殺仕置人
  - 新必殺からくり人
  - 必殺商売人
  - 必殺からくり人・富嶽百景殺し旅
  - 翔べ! 必殺うらごろし
  - 必殺仕事人
  - 必殺仕舞人
  - 新必殺仕事人
  - 必殺橋掛人
  - 必殺まっしぐら!
- 風の中のあいつ（TBS、渡辺企画・1973年）
- おしどり右京捕物車（ABC、松竹京都・1974年）
- 斬り抜ける（ABC、松竹京都・1974年）
- 影同心（MBS、東映京都・1975年）
- 痛快!河内山宗俊（CX、勝プロ・1975年）
- 夫婦旅日記 さらば浪人（CX、勝プロ・1976年）
- 新・座頭市 第11話「風に別れた二つ道」（CX、勝プロ・1976年）
- 横溝正史シリーズ・犬神家の一族（MBS、大映、映像京都・1977年）
- 祭ばやしが聞こえる（NTV、ニーディ・グリーディー・1977年）
- 柳生一族の陰謀（KTV、東映京都・1978年）
- 京都殺人案内1「花の棺」（ABC、松竹京都・土曜ワイド劇場、1979年）
- 騎馬奉行（KTV、東映東京・1979年）
- 服部半蔵 影の軍団（KTV、東映京都・1980年）
- 火曜サスペンス劇場（NTV）
  - 死の断崖（1981年）
  - 雪花魔人形（1984年）
  - 名無しの探偵シリーズ（1988年-）
- ドラマスペシャル トンガ冒険家族～サンゴ礁の島の愉快な子連れ日記（CX、1982年）[4]
- 虹へ、アヴァンチュール（ABC、1983年）
- 弐十手物語（CX、東映京都・1984年）
- 迷宮課刑事おみやさん（ABC、アズバーズ・1985年）
- 月影兵庫あばれ旅（TX、松竹京都・1989年）
- 大忠臣蔵（TX、松竹京都・テレビ東京開局25周年記念12時間時代劇、1989年）
- 戦国乱世の暴れん坊 齋藤道三 怒涛の天下取り（テレビ朝日、東映・1991年）
- 平清盛（TBS、東映・1992年）
- 刑事追う!（TX、東映東京・1996年）

### オリジナルビデオ
- 裏切りの明日（1990年）
- 追いつめる（1992年）

### 舞台
- 必殺仕事人 主水、大奥に参上!（1989年）

## 出演
- 魚影の群れ（1983年、監督：相米慎二）- おでん屋のオヤジ
- 火まつり（1985年、監督：柳町光男）- 運転手
- 恋文（1985年、監督：神代辰巳）- 留置場の男
- ア・ホーマンス（1986年、監督：松田優作）- 大島組組長
- 鬼平犯科帳（中村吉右衛門版）第8シリーズ（1998年、フジテレビ）- 蕎麦屋の親爺